# Karl Christensen (borgmester)
 Der er flere personer med dette navn, se Karl Christensen.
Karl Christensen (født 14. september 1941 i Hadsund) er en dansk politiker, der i perioden 1995-2006 var borgmester i Hadsund Kommune, valgt for Socialdemokratiet. Han efterfulgte Jens-Erik Bech fra samme parti, der døde i embedet.
Han er privatkunderådgiver og blev første gang valgt til byrådet i 1986.